# Wendenkroon

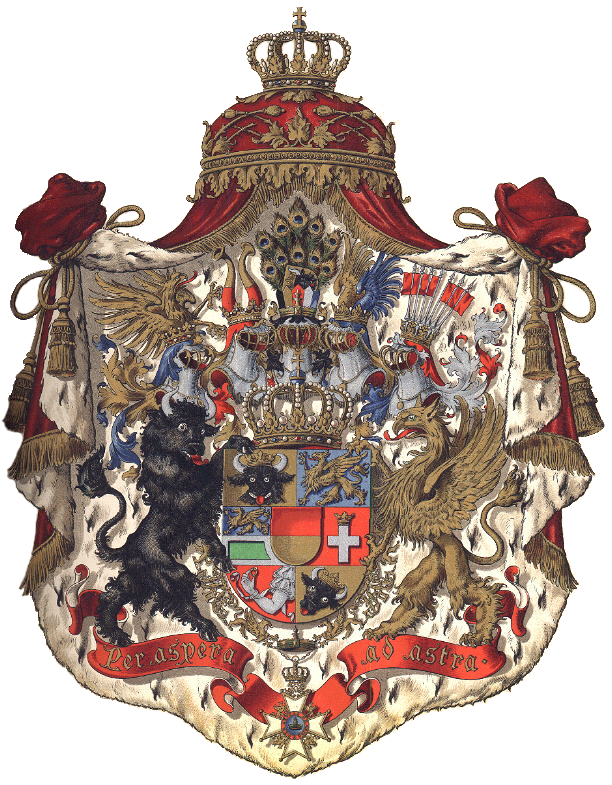
Het grote wapen van de Groothertog van Mecklenburg-Schwerin met de Wendenkroon als helmkroon op de ereplaats boven op de middelste helm boven het schild.

De Wendenkroon is een Slaavse kroon.
De vorsten van Mecklenburg, de regerende Huizen Mecklenburg-Schwerin en Mecklenburg-Strelitz, voerden beiden een bijzondere kroon in hun wapen. De gouden kroon is open en het is een diadeem zonder opstaande diademen. De vorm is uniek. Op het voorhoofd van de drager rijst een punt omhoog. 
De Wendenkroon is ontstaan uit een misverstand, wat men in het midden van de 19e eeuw in de bodem vond was een oude scharnierende halsband, het was beslist geen kroon maar in de 19e eeuw die verzot was op nationale symbolen kwam het goed uit om de archeologische vondst in verband te brengen met de Obriten en het oeroude Meckklenburgse Huis der Wenden. 
Behalve als ornament op gevels en als versiering van ridderorden en onderscheidingen zoals de Huisorde van de Wendische Kroon en het Friedrich-Franz Kruis wordt de kroon ook als ornament in de interieurs van de paleizen en kastelen gebruikt. Op het vakantiehuis van de Groothertogelijke familie van Mecklenburg-Schwerin komt de kroon voor als afsluiting van de schoorsteen. 
Als teken van hun Hertogelijke en na 1815 Groothertogelijke waardigheid hebben de vorsten ook Beugelkronen gebruikt.